# Pseudocellus abeli
Espèce
Pseudocellus abeli est une espèce de ricinules de la famille des Ricinoididae.

## Distribution
Cette espèce est endémique de la province de Pinar del Río à Cuba. Elle se rencontre à Minas de Matahambre dans la grotte Cueva Fuentes.

## Description
Le mâle holotype mesure 7,01 mm et la femelle paratype 7,36 mm.

## Systématique et taxinomie
Cette espèce a été décrite par Armas en 2017.

## Étymologie
Cette espèce est nommée en l'honneur d'Abel Pérez González.

## Publication originale
- Armas, 2017 : « Cuatro especies nuevas de Pseudocellus de Cuba (Arachnida: Ricinulei). » Revista ibérica de aracnología, vol. 30, p. 87–99.